# Beccarinda
Beccarinda, rod gesnerijevki iz podtribusa Leptoboeinae, dio tribusa Trichosporeae. Sastoji se od 8 vrsta iz tropske i suptropske Azije (Burma, JZ-Kina, Hainan, Indokina).

## Etimologija
Ime roda dolazi po Odoardu Beccariju (1843.-1920.), eminentnom talijanskom prirodoslovcu i botaničaru, još poznatom po svojoj knjizi „Lutanja velikim šumama Bornea“ (1904.).

## Opis
Višegodišnje zeljaste biljke, rijetko grmovi. Bez stabljike s bazalnim listovima ili s lisnatom nerazgranatom stabljikom. Indumentum od bijelih, smeđih, smeđih ili crvenkastoljubičastih dlačica. Listovi peteljkasti, lamina eliptična ili jajolika do jajasto-orbikularna sa srčastom bazom. Cime aksilarne, cvijet ponekad štitast ili u obliku pseudoglave: čašica 5. Vjenčić modroljubičast ili crven, zvonast. Prašnici 4, umetnuti blizu baze vjenčića, prašnici su svi koherentni, teke su subparalelne, apikalno konfluiraju, dehisciraju poricidalno. Prstenasti nektarij ili neugledan. Ovarij jajolik, stigma glavičasta. Čahura sa peteljkom čini kut, ravna, jajolika do duguljasta, s gornje strane otvorena. Broj kromosoma: 2n = 20. 

## Vrste
1. Beccarinda argentea (J. Anthony) B. L. Burtt
2. Beccarinda cordifolia (Anthony) B. L. Burtt
3. Beccarinda erythrotricha W. T. Wang
4. Beccarinda griffithii (C. B. Clarke) Kuntze
5. Beccarinda minima K. Y. Pan
6. Beccarinda paucisetulosa C. Y. Wu ex H. W. Li
7. Beccarinda sumatrana B. L. Burtt
8. Beccarinda tonkinensis (Pellegr.) B. L. Burtt